# Sokuon
O sokuon (kanji: 促音) é um símbolo japonês que consiste no kana tsu pequeno, tanto em hiragana quanto em katakana. Em uma linguagem mais informal, o sokuon é chamado "chii-sai tsu" (japonês: 小さいつ), que significa pequeno tsu. Compare-o com um "tsu" normal:
|          | Full-sized | Sokuon |
| -------- | ---------- | ------ |
| Hiragana | つ         | っ     |
| Katakana | ツ         | ッ     |

## Uso no japonês
O sokuon é usado para vários propósitos. O principal uso é para marcar uma consoante geminada, que é representada na romanização) pela duplicação da consoante (exceto quando a seguinte consoante é ch). Denota a geminação da consoante inicial do kana que a segue.
Outro uso é no final de uma frase, para indicar uma parada glotal (AFI [ʔ], uma articulação cortante).
O sokuon representa um mora, assim, por exemplo, a palavra "Nippon" (Japão) consiste em apenas duas sílabas, mas quatro moras: "ni-p-po-n".